# Fosfolipase
A fosfolipase é uma enzima que hidrolisa as ligações éster presentes nos fosfolípidos.s Existem quatro classes de fosfolipases, chamadas A, B, C e D.

## Fosfolipase A

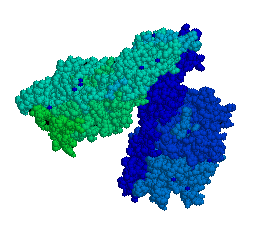
Fosfolipase A2

A fosfolipase A2 catalisa a hidrólise de fosfolípido para formar ácido araquidónico, precursor dos eicosanóides (leucotrienos, prostaglandinas) e tromboxanos.
As fosfolipases A2 estão presentes no veneno botrópico.